# Schloss Guiry

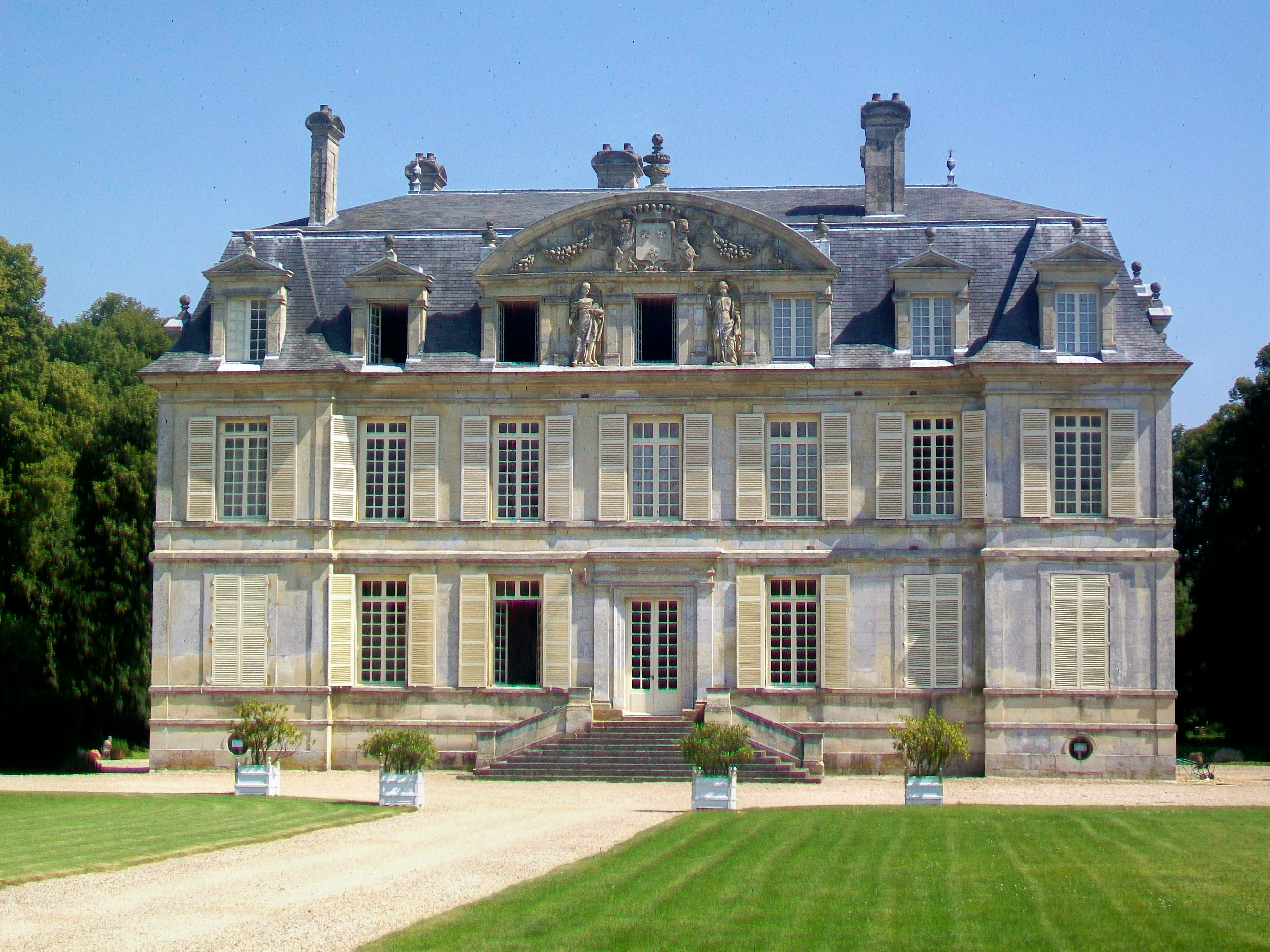
Schloss in Guiry-en-Vexin, Fassade zur Cour d’honneur

Das Schloss Guiry in Guiry-en-Vexin, einer französischen Gemeinde im Département Val-d’Oise in der Region Île-de-France, wurde um 1665 errichtet. Seit 1942 steht das Schloss mit Park und seinen Nebengebäuden als Monument historique auf der Liste der Baudenkmäler in Frankreich.

## Geschichte
Das Schloss wurde für André, Marquis de Guiry, nach den Plänen des Architekten François Mansart erbaut. Es wurde auf den Fundamenten eines Vorgängerbaus aus dem 16. Jahrhundert errichtet, der durch einen Brand zerstört wurde. Da der Architekt bereits 1666 starb, wurde der Bau von seinem Neffen Jules Hardouin-Mansart vollendet. Das Schloss befindet sich seither ununterbrochen im Besitz der gleichen Familie.

## Beschreibung
Das zweigeschossige Schloss im Stil des französischen Klassizismus besitzt sieben Achsen. Die Fenster des Mansarddachs sind mit steinernen Giebeln bekrönt, die mittleren drei zum Ehrenhof werden von einem halbrunden Fronton mit Reliefs aus dem 19. Jahrhundert umfangen. In der Mitte ist das Wappen der Familie Rosset de Létourville zu sehen. Die zwei Statuen der Mittelpfosten symbolisieren die Gerechtigkeit und die Tapferkeit. Das Portal wird von zwei Pilastern gerahmt. Eine Freitreppe führt in den Park. Das hohe Kellergeschoss besitzt an allen Seiten Okuli.